# Вероника петуший гребень
Вероника петуший гребень (лат. Veronica crista-galli) — однолетнее травянистое растение, вид рода Вероника (Veronica) семейства Подорожниковые (Plantaginaceae).

## Распространение и экология
Азия: северо-западная часть Ирана (Мазендеран); Кавказ: Восточный Кавказ, от Грозного до Талыша, к западу до Лагодех (в пределах Чеченской Республики, Ингушетии, Дагестана, Азербайджана и восточной части Грузии).
Произрастает в тенистых лесах, по берегам рек, опушкам и в кустарниках, главным образом в нижнем поясе, на высоте 600—1000 м над уровнем моря.

## Ботаническое описание
Стебли высотой 10—40 см, слабые, прямые, приподнимающиеся или лежачие, гибкие, тонкие, покрыты рыхлыми волосками.
Листья сидячие или на коротких черешках, яйцевидные или округлые, длиной 10—25 (до 35) мм, шириной 8—15 (до 30) мм, по краю зазубренно-пильчатые, с выдающимися веерно расположенными жилками, с сердцевидным основанием, по жилкам рассеянно волосистые. Самые нижние листья почковидные, цельнокрайные.
Цветки одиночные, реже по 2—3 в пазухах листьев на нитевидных цветоножках, прямых или слабо изогнутых и отстоящих, большей частью длиннее прицветников. Чашечка длиной 12—15 мм, сплюснутая, с редкими волосками, состоит из двух листовидных, почти до верхушки сросшихся попарно по краю зубчатых, яйцевидных, двулопастных долей длиной и шириной до 1,5 см, при плодах сильно разрастающихся; венчик бледно-голубой, мелкий, вдвое короче чашечки.
Коробочка несколько короче чашечки, широкоэллиптическая, длиной 0,5—0,8 см, шириной 0,8—1,2 см, голая, реже слабо опушённая скудно ресничатая по краю, на верхушке с незначительной выемкой, с округлым основанием; лопасти коробочки почти тупые, сросшиеся почти до верхушки, чаще односемянные. Семена длиной 3—4 мм, яйцевидные, яйцевидно-округлые или эллиптические, сильно морщинистые, сплюснутые, с вдавленным рубчиком, расположенным в средней части семени, со спинки выпуклые, зрелые чёрные.

## Таксономия
Вид Вероника петуший гребень входит в род Вероника (Veronica) семейства Подорожниковые (Plantaginaceae) порядка Ясноткоцветные (Lamiales).
|  |                                      |  |                                                             |                                                             |                          |  | ещё 21 семейство (согласно Системе APG II) | ещё 21 семейство (согласно Системе APG II) |                              |  |  |  | ещё от 300 до 500 видов |
|  |                                      |  |                                                             |                                                             |                          |  | ещё 21 семейство (согласно Системе APG II) | ещё 21 семейство (согласно Системе APG II) |                              |  |  |  | ещё от 300 до 500 видов |
|  |                                      |  |                                                             | порядок Ясноткоцветные                                      |                          |  |                                            |                                            | род Вероника                 |  |  |  |                         |
|  |                                      |  |                                                             | порядок Ясноткоцветные                                      |                          |  |                                            |                                            | род Вероника                 |  |  |  |                         |
|  | отдел Цветковые, или Покрытосеменные |  |                                                             |                                                             | семейство Подорожниковые |  |                                            |                                            | вид Вероника петуший гребень |  |  |  |                         |
|  | отдел Цветковые, или Покрытосеменные |  |                                                             |                                                             | семейство Подорожниковые |  |                                            |                                            |                              |  |  |  |                         |
|  |                                      |  | ещё 44 порядка цветковых растений (согласно Системе APG II) | ещё 44 порядка цветковых растений (согласно Системе APG II) |                          |  |                                            | ещё 90 родов                               | ещё 90 родов                 |  |  |  |                         |
|  |                                      |  |                                                             | ещё 44 порядка цветковых растений (согласно Системе APG II) |                          |  |                                            |                                            | ещё 90 родов                 |  |  |  |                         |